# Padića mlinica u Zmijavcima
Padića mlinica nalazi se na rijeci Vrljici nizvodno od Kamenmosta u selu Zmijavcima. Manja jednostavna mlinica s vanjskim horizontalnim kolom “na tumbaz“ s jednim mlinom nastala krajem 19. ili početkom 20. stoljeća. Mlinica je u vrlo lošem stanju. Postrojenje je izvan funkcije.

## Zaštita
Pod oznakom Z-4087 zavedena je kao nepokretno kulturno dobro - pojedinačno, pravna statusa zaštićena kulturnog dobra, klasificirano kao "javne građevine".